# Coteau-du-Lac
Coteau-du-Lac est une ville dans la municipalité régionale de comté de Vaudreuil-Soulanges, située dans la région de la Montérégie, au Québec (Canada),.

## Toponymie
Le lieu doit son nom à un coteau situé sur la rive du lac Saint-François.

## Histoire

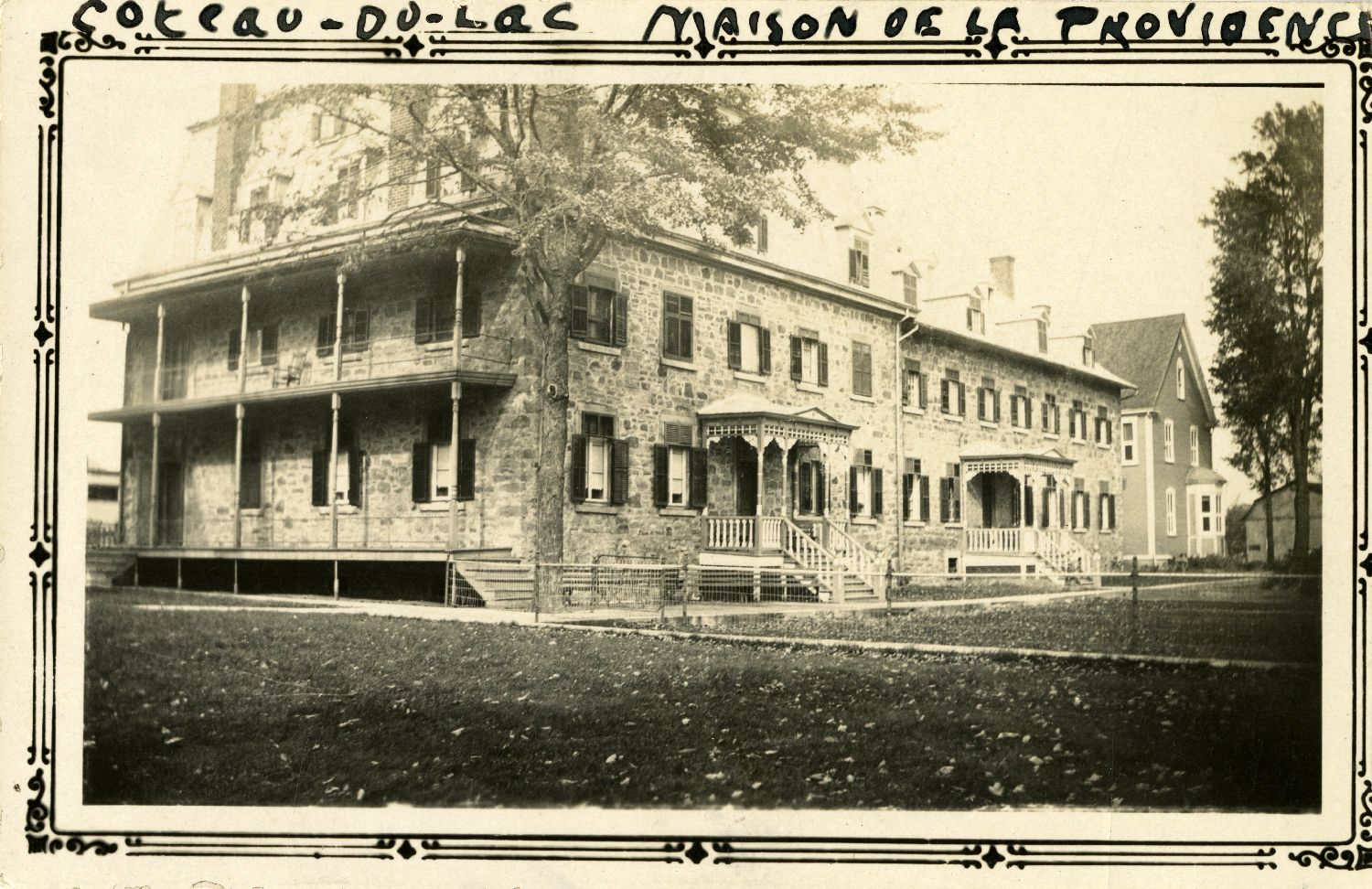
Maison de la Providence, Coteau-du-Lac, 1920

Le premier canal de Coteau-du-Lac, sans doute le premier construit en Amérique, est creusé entre 1779 et 1783 par la marine britannique. De faible tirant et d'une largeur d'à peine 2 mètres, il devient désuet assez rapidement. Coteau-du-Lac est fondée en 1832. À la fin du XIXe siècle, le Canada Atlantic opère un pont tournant sur le canal de Soulanges pour permettre la circulation des trains de marchandises puis de passagers vers l'île de Salaberry.

## Géographie
La municipalité est située sur le territoire de la Communauté métropolitaine de Montréal au sud-ouest de Montréal et, aux fins statistiques, elle est incluse dans la région métropolitaine de Montréal.
Elle longe la rive droite du fleuve Saint-Laurent, à un étranglement du fleuve comportant un chapelet d'îles et une série de rapides qui empêche toute navigation. Les rapides de Coteau-du-Lac étaient parmi les plus difficiles à franchir entre Montréal et les Grands Lacs. C'est à Coteau-du-Lac qu'est enregistré le plus important dénivelé de tout le parcours du Saint-Laurent, soit 25 m sur une distance d'environ 13 km.
La rivière Delisle traverse la municipalité de l'est vers le sud-est jusqu'à sa confluence avec le fleuve.
La rivière Rouge la traverse du nord au sud jusqu'à sa confluence avec le fleuve.
la rivière à la Graisse la traverse du nord-est vers le sud-est.

## Démographie
La municipalité compte 7 473 habitants en 2021. La population affiche une croissance forte et soutenue depuis au moins 25 ans.
| 1986  | 1991  | 1996  | 2001  | 2006  | 2011  | 2016  | 2021  |
| ----- | ----- | ----- | ----- | ----- | ----- | ----- | ----- |
| 3 550 | 4 193 | 4 960 | 5 684 | 6 346 | 6 842 | 7 044 | 7 473 |

## Administration

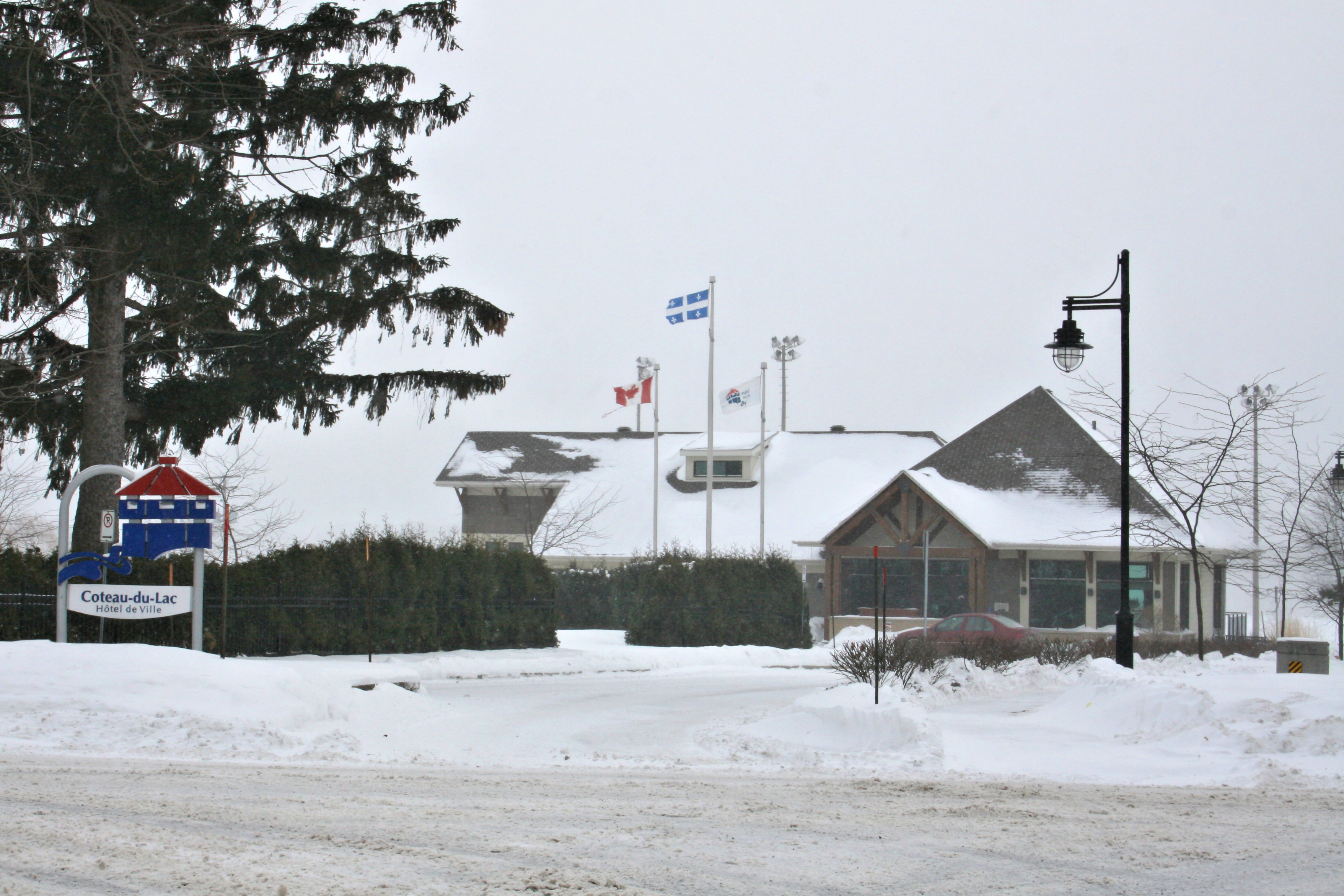
L'hôtel de ville de la municipalité.

Les élections municipales ont lieu aux quatre ans en bloc et par district. La municipalité, dans plan de développement stratégique, cible l'importance d'améliorer les équipements sportifs et récréatifs. Le maire Robert Sauvé est préfet de la MRC de Vaudreuil-Soulanges entre 2011 et 2013. À l'élection de 2013, Guy Jasmin, propriétaire du Moulin Callières di Jasmin, défait le maire sortant, Robert Sauvé, avec 51,5 % des voix et un taux de participation de 55,0 %.
|                           | 2009-2013       | 2013-2017           | 2017-2021           | 2021-2025           |
| Maire                     | Robert Sauvé    | Guy Jasmin          | Andrée Brosseau     | Andrée Brosseau     |
| 1 - Léon-Giroux           | Andrée Brosseau | Andrée Brosseau     | Alain Laprade       | Alain Laprade       |
| 2 - Georges-Jules Beaudet | Jacques Biron   | Jacques Biron       | François Vallières  | François Vallières  |
| 3 - Elzéar-Deguire        | Pierre Gaumond  | Jacque Delisle      | David-Lee Amos      | David-Lee Amos      |
| 4 - Hubert St-Amour       | Michel Crépault | Nathalie Clermont   | Nathalie Clermont   | Isabelle Lemay      |
| 5 - Julien-Cuierrier      | Mario Cadieux   | Christian Thauvette | Christian Thauvette | Christine Arsenault |
| 6 - Édouard-Dumesnil      | Luc Isabelle    | Patrick Delforge    | Michael Sarrazin    | Patrick Delforge    |

| Coteau-du-Lac Maires depuis 2001                                                                                     |                 |         |          |
| Élection | Maire           | Qualité | Résultat |
| 2001 | Robert Sauvé    |         | Voir     |
| 2005 | Robert Sauvé    | Voir    |          |
| 2009 | Robert Sauvé    | Voir    |          |
| 2013 | Guy Jasmin      |         | Voir     |
| 2017 | Andrée Brosseau |         | Voir     |
| 2021 | Andrée Brosseau | Voir    |          |
| Élection partielle en italique Depuis 2005, les élections sont simultanées dans toutes les municipalités québécoises |                 |         |          |

La population de Coteau-de-Lac est représentée à l'Assemblée nationale du Québec par le député de la circonscription de Soulanges et à la Chambre des communes du Canada par le député de la circonscription fédérale de Vaudreuil-Soulanges.

## Urbanisme
La municipalité comporte deux agglomérations soit le village de Coteau-du-Lac proprement dit et le hameau de Pont-Château. Le noyau villageois fait l'objet d'un programme particulier d'urbanisme et un projet Rues principales est mis en place afin d'en assurer la revitalisation socioéconomique. La municipalité est traversée par le canal de Soulanges qui, de 1899 à 1959, date de l'ouverture de la voie maritime du Saint-Laurent, permettait à près de 5 000 navires de passer annuellement du lac Saint-François à l'ouest au lac Saint-Louis à l'est. Coteau-du-Lac est desservie par l'autoroute 20 (autoroute du Souvenir), la plus longue autoroute québécoise. La ville se trouve à l'intersection de cet axe et des routes 201 et 338. La gare de Coteau, dans la municipalité voisine, est desservie par la ligne Québec-Montréal-Ottawa de Via Rail Canada. L'aéroport international Pierre-Elliott-Trudeau de Montréal se situe à environ 42 kilomètres à l'est. La ville compte plusieurs parcs municipaux dont les parcs Wilson, Yvon-Geoffrion, Henri-Paul-Desforges et Paul-Stevens, offrant différents équipements et diverses activités. La municipalité est desservie par trois écoles primaires.

## Économie
La municipalité dispose d'un vaste parc industriel nommé Alta. Dans le secteur agroalimentaire, on compte la boulangerie et pâtisserie Aux grains des saveurs.

## Éducation
Le centre de services scolaire des Trois-Lacs (auparavant la Commission scolaire des Trois-Lacs) est responsable de l'administration des écoles francophones:
- École de Coteau-du-Lac (pavillons Académie-Wilson, de l'Éclusière, et Saint-Ignace)

La Commission scolaire Lester-B.-Pearson est responsable de l'administration des écoles anglophones:
- L'École primaire Evergreen et l'École primaire Forest Hill (pavillons junior et senior) à Saint-Lazare et l'École primaire Soulanges à Saint-Télesphore desservent la ville[17].

## Culture

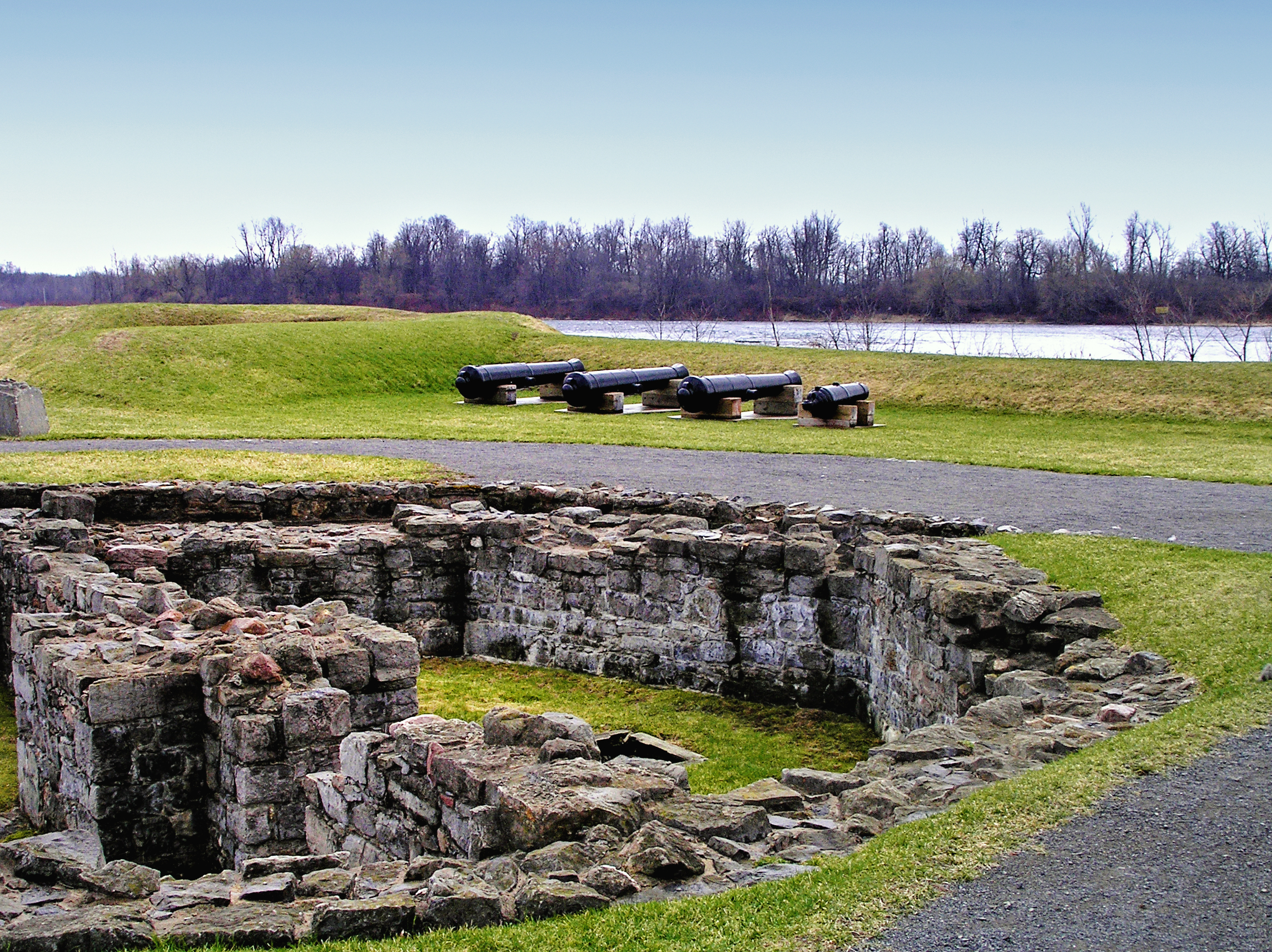
Vestiges du fort.

Le Lieu historique national du Canada de Coteau-du-Lac occupe une position stratégique sur le fleuve Saint-Laurent, précisément à l'embouchure de la rivière Delisle. Géré par Parcs Canada, le parc comprend entre autres l'un des plus vieux canaux destinés à la navigation en Amérique.
La bibliothèque Jules-Fournier, administrée par la municipalité, compte 26 000 ouvrages. Le Pavillon Wilson est un lieu de rassemblement offert gracieusement à la municipalité par le sénateur Lawrence Alexander Wilson en 1924 où ont alors lieu spectacles, réceptions, fêtes et débats. Le bâtiment est abandonné au fil du temps et la municipalité le modernise en 2007. La salle de réception et de spectacles, inaugurée en 2009 et d'une capacité de 200 convives, présente une diversité de spectacles de chanson et d'humour, ainsi que des pièces de théâtre et des conférences sur des voyages. La troupe résidente, le Théâtre des Sans Papiers, y crée en 2013 la pièce Ailleurs qu'ici de Josée Benoît.
Coteau-du-Lac compte plusieurs artistes, lesquels participent souvent à la Tournée des ateliers de Coteau-du-Lac depuis 2009, par exemple les artistes-peintres Kathy Cayer-Daigle, Yvon Duranleau, Donald Hébert, Carole Lessard, Johanne Pépin, René Tellier et Yvon Vallée, de même que le sculpteur Daniel Laramée et les multidisciplinaires Francine Boisvert et Annick Gauvreau.
On retrouve sur le territoire municipal un vignoble.

## Société
Une explosion dans l’entrepôt de BEM Feux d’artifice, entreprise implantée à Coteau-du-Lac depuis 1970, cause la mort de deux employées en juin 2013. La firme fêtera ses 50 ans en 2020. Une compétition de tire de tracteurs anciens a lieu à la fin août chaque année sur le site d'Expo Pont-Château depuis 2007.

### Personnalités
- Charles Wilson (1808-1877), maire de Montréal
- Georges-Raoul-Léotale-Guichart-Humbert Saveuse de Beaujeu (1847-1887), seigneur et député
- Lawrence Alexander Wilson (1863-1934), député et sénateur
- Jules Fournier (1884-1918), journaliste et écrivain
- Jose Osterrath, verrier